# فلورچاکی
فلورچاکی (به لهستانی:  Florczaki) یک روستا در لهستان است که در گمینا ووکتا واقع شده‌است.
 فلورچاکی  ۸۳۰ نفر جمعیت دارد.